# Alençon
Alençon este un oraș în Franța, prefectura departamentului Orne, în regiunea Normandia de Jos. 